# Município de Elizabeth (condado de Miami, Ohio)
Localização do Ohio nos E.U.A.
O município de Elizabeth (em inglês: Elizabeth Township) é um município localizado no condado de Miami no estado estadounidense de Ohio. No ano 2010 tinha uma população de 1648 habitantes e uma densidade populacional de 21,24 pessoas por km².

## Geografia
O município de Elizabeth encontra-se localizado nas coordenadas 40° 00′ 23″ N, 84° 05′ 52″ O. Segundo o Departamento do Censo dos Estados Unidos, o município tem uma superfície total de 77.58 km², da qual 77,48 km² correspondem a terra firme e (0,12 %) 0,1 km² é água.

## Demografia
Segundo o censo de 2010, tinha 1648 pessoas residindo no município de Elizabeth. A densidade populacional era de 21,24 hab./km².